# The Water Man
The Water Man ist ein Filmdrama von David Oyelowo, das im September 2020 beim Toronto International Film Festival seine Premiere feierte und am 7. Mai 2021 in ausgewählte Kinos der Vereinigten Staaten kam. In dem Fantasyfilm sieht ein Junge in einer Legende einen Weg, seine kranke Mutter zu retten.

## Handlung
Gunner ist gerade mit seiner Familie nach Pine Mills gezogen, eine kleine Holzfällerstadt in Texas. Der 11-Jährige ist ein richtiger Bücherwurm.
Sein Vater Amos, der in der Navy dient und daher in den letzten Jahren meist im Ausland stationiert war, ist nunmehr von seinem Einsatz in Japan zurückgekehrt, um sich um seine Frau Mary kümmern zu können, die an Leukämie leidet. Ihrem Sohn hat Mary bislang den Ernst ihrer Krankheit verschwiegen.
Als er nun nach und nach realisiert, wie schlimm es um ihren Zustand bestellt ist, bringt Gunner alle Kriminalromane, die er im Buchladen des Ortes ausgeliehen hat, zurück und tauscht sie gegen medizinische Fachliteratur ein, doch deren Lektüre hilft ihm nicht weiter.
Als er von dem Leichenbestatter des Ortes die Legende von einem Bergmann namens Edward Schaal hört, dessen Haus bei einer Flut zerstört wurde, während er schlief und der durch einen magischen Stein wieder zum Leben erweckt wurde, woraufhin dieser, von da an „The Water Man“ genannt, sich auf die Suche nach dem Leichname seiner verstorbenen Frau machte, um auch diese wiederzubeleben, hat Gunner eine Idee. Wenn der Mann die Fähigkeit besitzt, Tote zum Leben zu erwecken, kann er bestimmt auch das Leben seiner Mutter verlängern. Er nimmt das Samuraischwert über dem Kaminsims, das sein Vater einst als Souvenir mitbrachte, hinterlässt eine Nachricht und bittet Jo, ein Mädchen, das ein paar Jahre älter als er ist und behauptet, Schaals Geist mit eigenen Augen gesehen zu haben, ihm den Weg durch den Wald zu zeigen.
Als Amos das Verschwinden seines Sohnes bemerkt, macht er sich auf die Suche nach ihm.

## Produktion

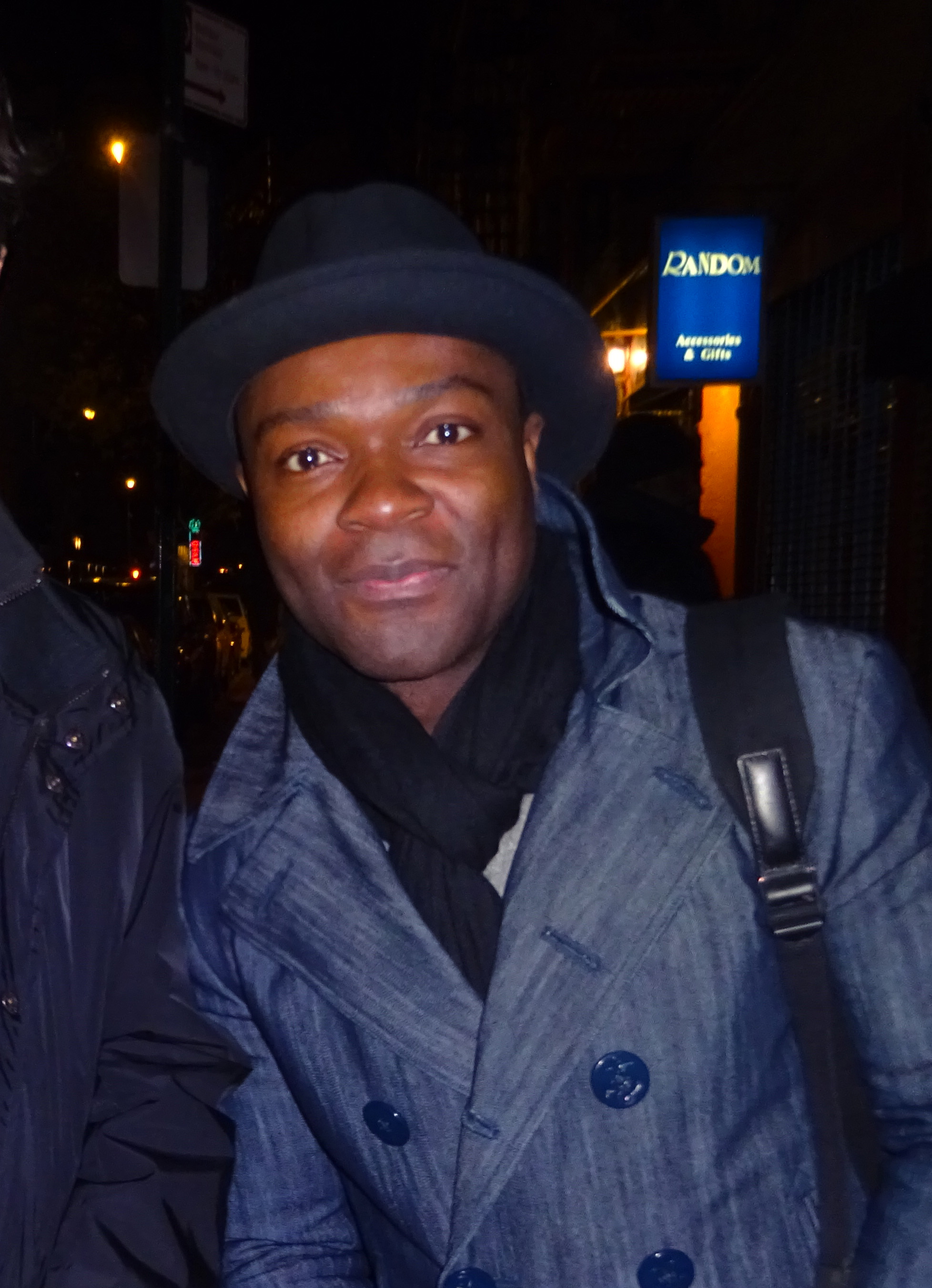
Regisseur David Oyelowo spielt Gunners Vater Amos

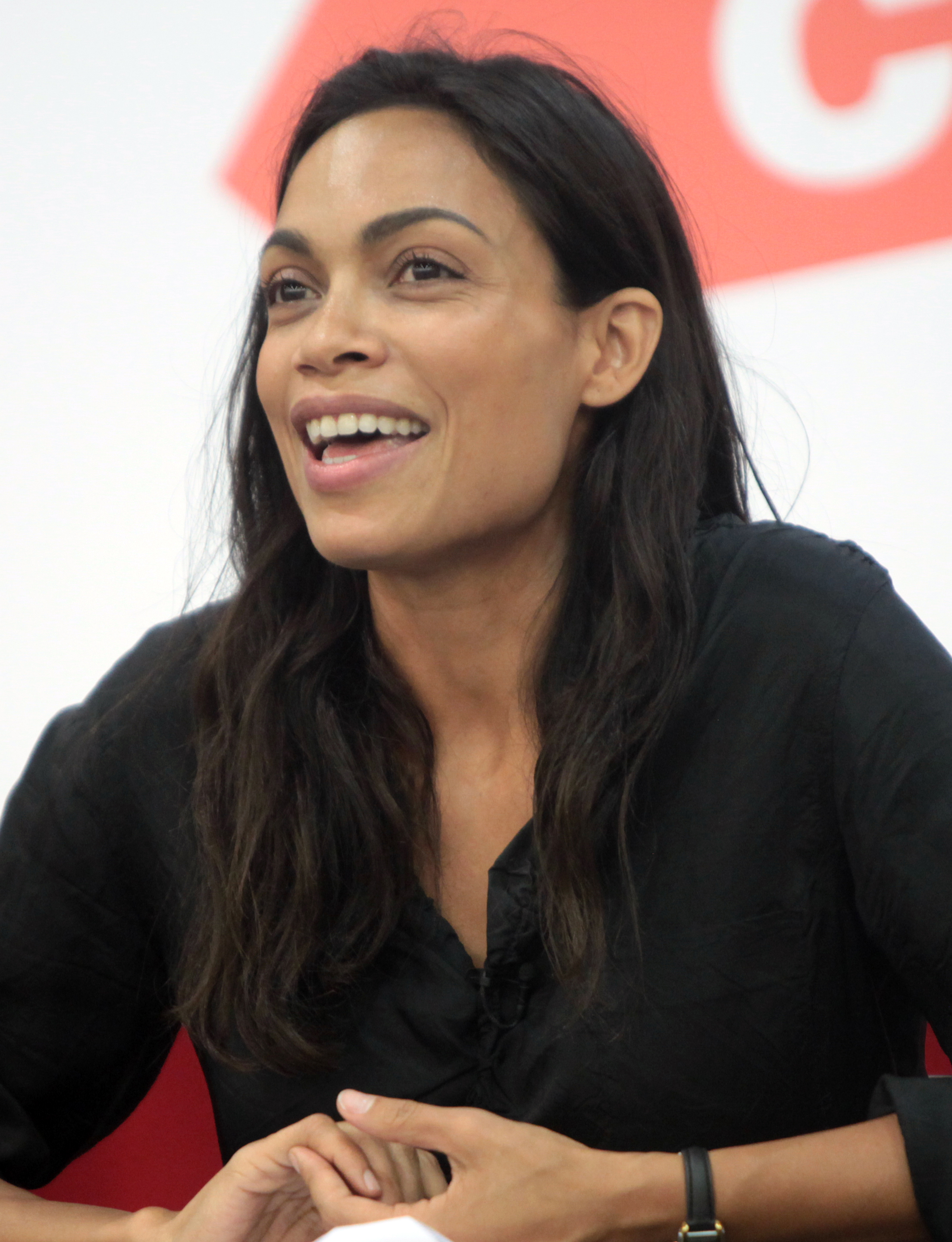
Rosario Dawson spielt Gunners Mutter Mary

Das Drehbuch schrieb Emma Needell. Dieses landete im Jahr 2015 auf der Black List der besten unverfilmten Ideen Hollywoods. Nachdem Disney die Rechte erworben hatte und Harpo Films von Oprah Winfrey die Produktion übernahm, wurde David Oyelowo mit der Regie betraut. Es handelt sich bei The Water Man um sein Regiedebüt. Er erklärte, der Film sei in seiner Machart teilweise von solchen Filmen inspiriert, mit denen er selbst aufwuchs, so E.T. Da er sich als Schwarzer jedoch in Filmen wie diesem selbst nicht sehen konnte, wollte er in The Water Man eine Familie zeigen, die so aussah wie er.
Oyelowo spielt im Filme auch den Marineoffizier Amos Boone. Der Nachwuchsschauspieler Lonnie Chavis spielt in der Hauptrolle dessen Sohn Gunner. Die Rolle seiner kranken Mutter Mary wurde mit Rosario Dawson besetzt. Alfred Molina spielt den Leichenbestatter Jim, Amiah Miller die junge Jo, die Gunner bei seiner Suche begleitet.
Die Premiere erfolgte am 19. September 2020 beim Toronto International Film Festival im Rahmen der Special Events. Am 7. Mai 2021 kam der Film in die US-Kinos und wurde dort auch als Video-on-Demand veröffentlicht. Am 9. Juli 2021 wurde er weltweit in das Programm von Netflix aufgenommen.
Die Filmmusik komponierte Peter Baert. Zum US-Kinostart wurde von Lakeshore Records das Soundtrack-Album mit insgesamt 27 Musikstücken als Download veröffentlicht.

## Rezeption

### Kritiken
Der Film wurde von 77 Prozent aller bei Rotten Tomatoes erfassten Kritiker positiv bewertet und ging aus den 22. Annual Golden Tomato Awards als Zweitplatzierter in der Kategorie Kids & Family Movies der Filme des Jahres 2021 hervor.
Benjamin Lee vom Guardian schreibt, David Oyelowo beweise mit The Water Man auch ein gutes Händchen hinter der Kamera. Auch wenn sich Disney aus der eigentlichen Produktion zurückgezogen habe, sei die Magie, die man mit dem Studio verbindet, erhalten geblieben, auch wenn der Film in seinem Verlauf etwas an Tempo verliere, was aber bereits in Emma Needells Drehbuch ein Problem gewesen sei. So komme Gunners Reise in den Wald, um den „Water Man“ zu finden, nach nur wenigen Szenen mit seinen Eltern etwas zu früh. Oyelowo und Rosario Dawson seien wie immer stark in ihren Rollen, besonders Letztere als kranke Mutter, doch steche Lonnie Chavis als ungewöhnlich natürlicher und charismatischer junger Schauspieler hervor. Selbst wenn der Film im dritten Gang festzustecken scheine, rase er voraus und ziehe den Zuschauer mit.

### Auszeichnungen
Black Reel Awards 2021
- Nominierung als Bester Independent-Film (David Oyelowo)[17]